# Pristimantis altae
Espèce
Synonymes
- Eleutherodactylus altae Dunn, 1942

Statut de conservation UICN

 NT : Quasi menacé
Pristimantis altae est une espèce d'amphibiens de la famille des Craugastoridae.

## Répartition
Cette espèce se rencontre entre 60 et 1 245 m d'altitude :
- au Costa Rica ;
- dans l'extrême Nord-Ouest du Panama.

## Publication originale
- Dunn, 1942 : A new species of frog (Eleutherodactylus) from Costa Rica. Notulae Naturae of the Academy of Natural Sciences of Philadelphia, vol. 104, p. 1-2.